# Ronglan (przystanek kolejowy)
Ronglan – kolejowy przystanek osobowy w Ronglan, w okręgu Trøndelag w Norwegii, jest oddalony od Trondheim o 69,65 km. Położony 61,64 m n.p.m.

## Ruch pasażerski
Należy do linii Nordlandsbanen. Jest elementem kolei aglomeracyjnej w Trondheim i obsługuje lokalny ruch do Trondheim S i Steinkjer.  Pociągi odjeżdżają co pół godziny w godzinach szczytu i co godzinę poza szczytem.

## Obsługa pasażerów
Wiata, parking na 20 miejsc, parking rowerowy. Odprawa podróżnych odbywa się w pociągu.